# Masatepe
Masatepe é um município da Nicarágua, situado no departamento de Masaya. Tem 59 km² de área e sua população em 2020 foi estimada em 39.931 habitantes.